# Buccinum aniwanum
Buccinum aniwanum är en snäckart. Buccinum aniwanum ingår i släktet Buccinum och familjen valthornssnäckor. Inga underarter finns listade i Catalogue of Life.